# Lamborghini Aventador
Lamborghini Aventador LP700-4 je vůz značky Lamborghini, který se stal nástupcem vozu Lamborghini Murciélago. Představen byl v roce 2011 a první kousky se dostaly k dealerům na přelomu let 2011 a 2012 a přestává se vyrábět v roce 2021. Vůz pohání dvanáctiválec zcela nové konstrukce o výkonu 515 kW/700 koňských sil. Poznáte ho podle zcela nového designového přístupu, který zahrnuje nos podobný vozu Lamborghini Reventón. Interiér jako by kopíroval styl stíhaček z dnešní doby.

## Představení
Vůz byl představen v roce 2011 na Autosalonu v Ženevě, kde způsobil obrovský poprask. Fotografie pochází právě z tohoto autosalonu.

## Parametry
Vůz má výkon 700 koní a 690 Nm. Váha vozu činí 1 757 kg, převodovka je jednospojková (ISR) s pádly, ale zato je schopná zařadit za 50 milisekund. Z 0 na 100 km/h zrychlí Aventador za 2,9 sekundy a maximální rychlost je 350 km/h. I přes to, že je tak nový, není nejrychlejší ani nejnovější. Exteriérově předělaná limitovaná edice je Lamborghini Veneno, který jede až 355 km/h a zrychlení z nuly na sto za 2,8 sek. Další konkurent je LaFerrari a McLaren P1.
V prosinci 2016 stál vůz 9 890 000 Kč.

## Lamborghini Aventador J

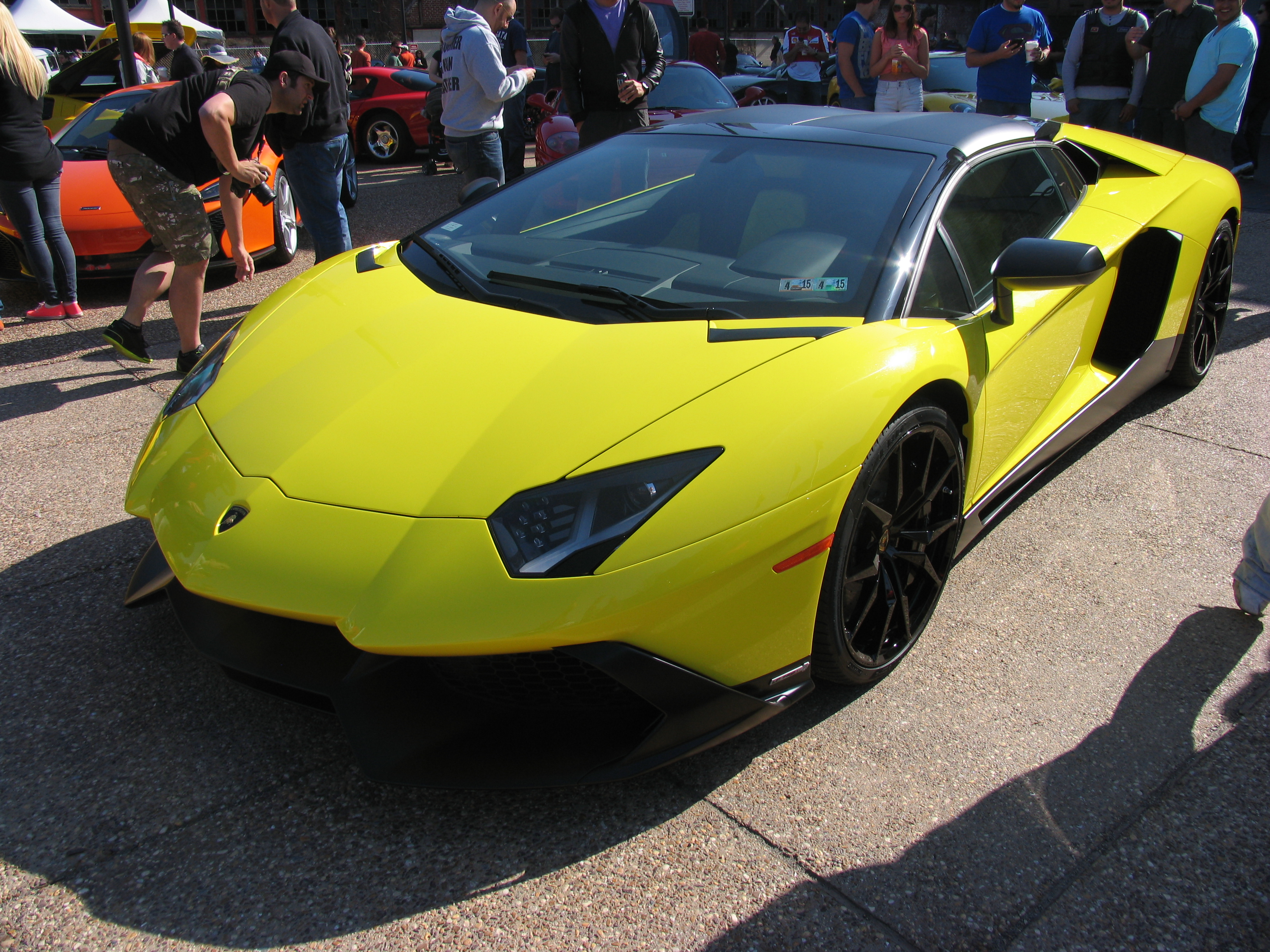
Lamborghini Aventador Anniversario

Lamborghini oficiálně představilo Lamborghini Aventador J (Jota) na autosalonu v Ženevě v roce 2012.
Jedná se o speciální edici Aventadoru. Aventador J (Jota) je roadster bez střechy a oken, díky tomu si vysloužil přezdívku Barchetta (v italštině malá loď). Aventador Jota používá stejný motor V12 jako klasický Aventador, produkující 515 kW (690 hp). Vůz nemá klimatizaci ani rádio, aby ušetřil hmotnost. Celková hmotnost auta je 1575 kg. Aventador J prezentovaný na ženevské auto show byl jediným vyrobeným kusem a byl prodán za 70 031 920 Kč.[zdroj?]

### Zajímavosti

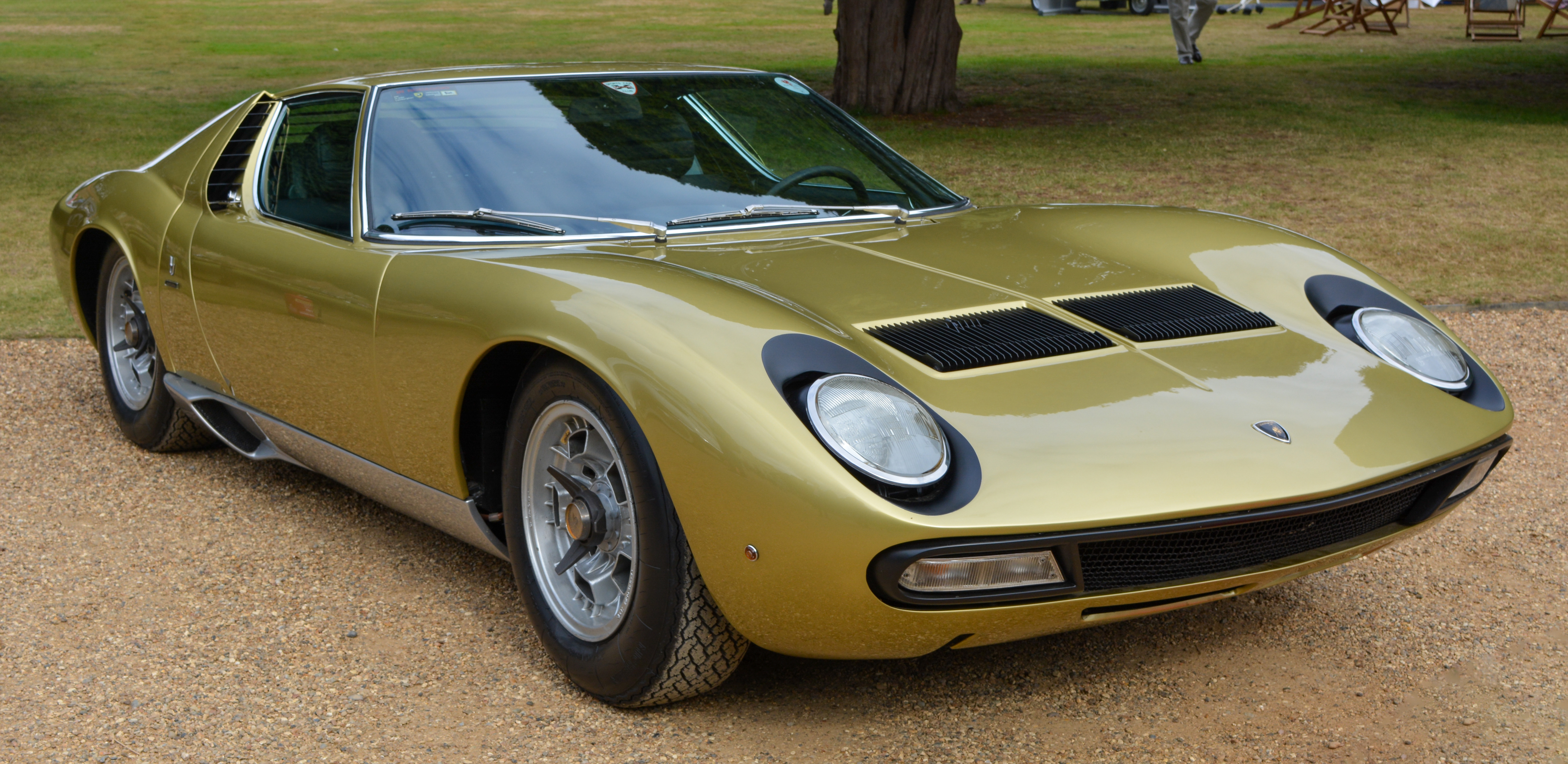
Lamborghini Miura

Lidé si mysleli, že označení „J“ znamená dodatek J v knize pravidel FIA, která popisuje technické specifikace závodních automobilů. Během rozhovoru s designérem Filipem Perinim se však ukázalo, že „J“ ve skutečnosti znamená Jota, která odkazuje na Lamborghini Miuru Jotu ze sedmdesátých let, která také odkazuje na dodatek J v knize pravidel FIA.[rozpor]